# Paula Paul
Pour les articles homonymes, voir Paul.
Andrea Paula Paul (née en 1971 à Herborn) est une actrice allemande. 

## Vie et carrière
Paula Paul a étudié l'allemand et le théâtre à l'université de Giessen. Pour sa formation d'actrice, elle a assisté à des séminaires à l'Escuela Internacional de Cine y Televisión à Cuba et à la New School à New York. De plus, elle a suivi des cours avec l’entraîneuse par intérim Ina Holst. Paula Paul réalisent ses débuts au cinéma en 1999 avec Absolute Giganten. Depuis lors, elle est apparue dans de nombreux films tels que Keinohrhasen et Barfuss ou des productions télévisées telles que Das Duo et Mord mit Aussicht. Depuis 2009, elle joue le rôle de sage-femme Bea Kleinert dans la série ZDF Die Bergretter. 
Paula Paul parle l'allemand, le bavarois, le viennois et son dialecte natif, le hessien. Elle parle aussi couramment l'anglais et l'italien. Son lieu de résidence actuel est à Pinneberg, près de Hambourg. Paul a deux enfants.

## Filmographie (sélection)

### Films
- 1999 : Absolute Giganten
- 2001 : Auf Herz und Nieren
- 2001 : Was tun, wenn’s brennt?
- 2002 : Storno
- 2004 : Kebab Connection
- 2005 : Eine andere Liga
- 2005 : Barfuss
- 2005 : Im Schwitzkasten
- 2006 : Schöner Leben
- 2007 : Keinohrhasen
- 2010 : Otto's Eleven
- 2011 : Der Himmel hat vier Ecken
- 2014 : Les Jardins du roi
- 2017 : Conni und Co 2 - Das Geheimnis des T-Rex
- 2018 : Hot Dog

### Séries télévisées
- 2000 : Plats bruts
- 2002 : Das Duo
- 2003 : Broti & Pacek – irgendwas ist immer
- 2004 : Mission sauvetages
- 2006–2007 : Ki.Ka-Krimi.de
- 2008 : Mord mit Aussicht
- 2009-2020 : Tatort
- 2009–2014 : Die Bergretter / Die Bergwacht
- 2010–2011 : Die Pfefferkörner
- 2011 : Stralsund
- 2014-2018 : Großstadtrevier
- 2016 : Die Kanzlei
- 2017 : SOKO Wismar
- 2017 : Hubert und Staller
- 2017 : Dengler
- 2018 : Beck is back!

### Téléfilms
- 2006 : Meine Mutter tanzend
- 2009 : Le Secret des baleines
- 2010 : Coup de foudre et rock'n roll
- 2014 : 5 Satansbraten
- 2015 : Prinzessin Maleen
- 2018 : Zwischen zwei Herzen